# 헤타리아 Axis Powers의 등장인물 목록
이 문서는 히마루야 히데카즈의 만화 작품인 《헤타리아 Axis Powers》와 이를 원작으로 한 애니메이션의 등장인물에 관한 목록이다.

## 주요 국가

### 추축국
추축국 진영의 캐릭터는 이탈리아, 독일, 일본을 중심으로 등장한다.
- 이탈리아(일본어: イタリア 이타리아[*], 성우: 나미카와 다이스케), 이탈리아 베네치아노(일본어: イタリア＝ヴェネチアーノ 이타리아 베네치아노[*], 북이탈리아) / 어린 시절의 이탈리아(일본어: ちびたりあ 치비타리아[*], 성우: 카나다 아키)

본 작품의 주인공으로 이탈리아 북부 지방을 뜻한다. 작중에서 이탈리아와 관련된 것은 대부분 그와 관련되어 있다. 마카로니처럼 좌우로 흘린 갈색 머리와 "이탈리아인의 성적인 무언가"를 나타내는 아래쪽에 튀어나온 아호게가 특징인 남자. 그가 내는 수수께끼의 "베~"라는 소리는 생리 현상. 성격은 명랑하고 사교성 있는 전형적인 라틴 기질을 띠며 겁쟁이이자 울보인 편이다. 이러한 성격 때문에 군사적 능력이 매우 낮은 편이며 가끔 백기를 들고 다니기도 한다. 또한 그림이나 음악, 요리, 패션 디자인 등 미적 감각이 뛰어난 편이다. 음식(주로 파스타와 피자, 치즈)과 여자를 좋아한다. 할아버지는 로마 제국이며 어린 시절에는 이탈리아를 소녀로 착각한 신성 로마 제국으로부터 연모를 받고 있었다고 한다.
- 독일(일본어: ドイツ 도이쓰[*], 성우: 야스모토 히로키)

고지식하고 융통성이 없으며 사소한 일에 걱정이 많은 성격을 가진 게르만족 혈통을 띤 남자. 현재의 독일 영토에 있던 옛 나라인 프로이센의 동생. 앞머리를 뒤로 넘긴 금발 스타일이며 푸른 눈과 장신이 특징이다. 주인공 세 사람 중에 가장 젊지만 추축국의 리더적 존재로 특히 이탈리아의 후견인적인 역할을 하고 있으며 약한 대로 자신에 의지하는 이탈리아를 소중히 여긴다. 반대로 이탈리아의 형인 로마노(남이탈리아)를 답답해 한다. 성격은 근면 성실하고 정직하지만 옛날부터 리더 역할은 타고나지 않았다. 한때 같이 동거했던 오스트리아에도 휘둘리는 등 고생이 끊이지 않는다. 근육질 체격과 독일어 특유의 탁음이 많은 말씨여서 의도하지 않게 다른 사람에게 위압감을 줄 때가 잦다. 국민적으로 유명한 독일의 대표 음식인 감자와 소시지를 무척 좋아해서 "감자같은 녀석"으로 매도될 때도 있으며 일본으로부터 "즐길 정도를 초월했다"라고 들을 정도로 맥주를 좋아한다. 취미는 과자 만들기와 애완견 산책, 저축 등이다. 매뉴얼형 인간으로 기계를 과신한다. 드라마 CD에서는 블라키(Blackie), 베를리츠(Berlitz), 아스터(Aster)라는 세 마리의 개를 기르는 설정이 있다. 로마 제국을 존경하며 작중에서는 병합 중인 오스트리아, 프로이센과 동거를 하는 내용이 묘사되어 있다.
- 일본(일본어: 日本, にほん 니혼[*], 성우: 타카하시 히로키) / 어린 시절의 일본(일본어: ちびニホン 치비니혼[*], 성우: 이와무라 아이코)

검은 머리에 작은 몸집을 가진 남자이며 추축국 캐릭터 중에서 최연장자. 자연 속에 수많은 신을 찾아내는 이상한 종교감의 소유자이며 계절의 변화를 사랑해 연중 행사도 소중히 생각한다. 정월(음력 1월), 크리스마스 등 세계적으로 변화된 문화를 가지고 있지만 정작 자신은 세계적으로 보편적이라고 생각한다. 어조도 정중하고 예의 바르고 온화한 성격이지만 무기력한 태도를 보이고 있다. 자신의 생각을 분명히 말하지 않아 주위에서는 무슨 생각을 하고 있는지 도통 모를 때가 잦지만 실제로는 다른 사람에 비해 몇 배의 다양한 것을 생각하고 있고 가슴 속에 묻어둔다. 다만 너무 깊은 생각에 빠지면 엉뚱한 행동을 하기도 한다. 젊게 보이지만 실제로는 노인처럼 생겼으며 고혈압 때문에 아침에 잠에서 일찍 깨어나고 근처를 돌아다닌다. 음식을 굉장히 좋아하지만 소금이 든 음식을 선호하기 때문에 독일이 식사 제한 명령을 내리기도 했다. 200년 동안 격리된 상태에 놓여 히키코모리처럼 타인과의 접촉을 꺼리는 부분도 있어 세상에 대해 무지했지만 정작 외국에 문호를 개방한 이후에는 불과 10년 만에 세계의 다양한 격변에 익숙해졌다. 순응성이 높지만 귀가 얇아 주위의 영향을 쉽게 받는 면이 있어서 이탈리아 여행을 하면 성격이 이탈리아처럼 변하고 스위스에서 군사 훈련을 받으면 스위스처럼 변하기도 한다. 메이지 유신 이후에는 양복도 입지만 기모노(和服, 일본옷)도 자주 입는 편이다. 계절의 변화를 좋아하며 독신 생활로 인한 외로움을 달래기 위해 "포치"(극중에서는 "포치쿤(포치 군)"이라고 부름)라는 이름의 개를 기른다. 오타쿠이기도 해서 연말에는 코믹마켓을 목표로 닌자와 사무라이를 소재로 한 동인 잡지를 집필하고 있다.

### 연합국
연합국 진영의 캐릭터는 미국, 영국, 프랑스, 러시아, 중국을 중심으로 등장한다. 경우에 따라서는 캐나다를 넣기도 한다.
- 미국(일본어: アメリカ 아메리카[*], 성우: 코니시 카츠유키) / 어린 시절의 미국(일본어: ちびめりか 치비메리카[*], 성우: 시미즈 류코 (드라마 CD), 이와무라 아이코 (애니메이션))

원래 영국의 식민지였으나 독립 이후에 급격히 성장한 젊은 나라이며 "세계의 히어로"임을 자처한다. 명랑하고 쾌활하며 정의감이 강한 남자이지만 단순한 생각의 소유자로 언외(言外)의 뜻을 이해하는 능력은 매우 부족하다. 금발에 푸른 눈을 지녔으며 앵글로 색슨 계통의 외모를 지닌 장신이다. 가르마에 튀어나온 아호게는 낸터킷을 뜻한다. 텍사스주를 뜻하는 안경은 영국으로부터 독립한 이후에 쓰기 시작하였지만 실제로는 안경이 필요할 정도로 시력이 나쁘지 않다. 옛 종주국인 영국과 초기에는 우호적인 관계를 유지했으나 독립 전쟁을 계기로 급격하게 관계가 악화하였다. 독립 후 일단 우호적으로 변해가고 있지만 가끔 대우가 차갑다. 같은 연합국 진영인 러시아와는 견원지간이지만 다른 나라와 비교적 좋은 관계를 유지하고 있다. 각국의 프로필에 따르면 국가 대부분이 ‘아는 사이’ 정도를 넘지 않아서 친구라고 말할 수 있는 나라는 현재 영국과 일본 밖에 없다. 또 이주하러 온 리투아니아를 가정부로 고용했던 시기가 있었다. 그 밖에 자신을 외계인이라고 생각하지 않는 외계인인 "토니(Tony)"와 친구로 사귀고 있다. 좋아하는 것은 햄버거와 아이스크림, 초콜릿 등 과자류나 정크 푸드 중심이며 영국으로부터 물려받은 둔한 미각이 있다. 정크 푸드를 좋아하지만 근육이 많아서 체형이 날씬한 편이다. 후에 아이스크림을 먹지 않으면 재채기가 나오는 특성이 있다. 취미는 게임, 영화, 고고학이며 비즈니스 관련 이야기를 할 때는 어미가 "~게이츠"로 끝난다.
- 영국(일본어: イギリス 이기리스[*], 성우: 스기야마 노리아키) / 어린 시절의 영국(일본어: ちびりす 치비리스[*], 성우: 스도 쇼)

요정과 영혼, 마술을 믿는 남자. 요리를 좋아하지만 미각은 둔한 편이다. 이 때문에 일류 요리사가 맥도날드를 질투하기도 한다. 금발에 신장은 약간 작으며 영국 특유의 신사다움을 표현하는 굵은 눈썹이 특징인 남자이다. 고집쟁이에 자신을 드러내는 것을 조금 서투르며 호의를 우호적인 언행으로 연결되는 것을 어려워하는 이른바 츤데레이다. 곧잘 남에게 오해를 불러일으키는 행동을 한다는 것에 대해 자신도 알고 있어, 포기하고 자학 개그의 소재로 이용한다. 영국은 해적을 부추겨 당시 대국이었던 스페인을 격파하고 사략 행위를 반복해서 불량배 취급을 당하며 그 탓에 다른 캐릭터와 비교해서 말투가 나쁜 편이다. 친구가 적고 미국에게 도움을 요청했지만 간단히 독립하게 된다. 그 후로 오랫동안 화려한 고립(splendid isolation)이 계속되었지만 영일 동맹을 체결한 것을 계기로 일본과 친구가 되었다. 다른 나라와의 관계는 이웃 나라인 프랑스와는 싸움 친구인 지긋지긋한 관계이고 러시아, 중국과는 적대시하는 마음을 갖고 있다. 자신을 ‘나라’라고 마음대로 주장하는 시랜드 공국에 대해서는 보호자와 같은 행동을 취한다. 요리 이외에 취미는 자수이다. 홍차를 특별히 좋아하지만 술버릇은 매우 나쁘다. 또한 자주 등장하는 추축국의 초상화를 그릴 때도 있다. 요정이나 유니콘 등의 상상 속의 동물을 인식할 수 있어서 대단히 그리워하고 있으며 영국 국내에 한정되지 않고 다른 나라에 있을 때도 마찬가지로 일본에 방문했을 때는 일본 민담에 나오는 전설적인 동물인 갓파를 만나 묘약을 받은 일도 있었다. 다만 대부분의 나라는 눈으로 보고 확인할 수 없어서 환각으로 취급당한다. 영국에 가면 요정을 볼 수 없는 사람조차 보이지만 미국 등 일부 국가에는 효과가 없다. 그러나 외계인을 믿지 않고 유령을 무서워 한다. 작가의 설정에 따르면 그의 형은 스코틀랜드와 웨일스, 북아일랜드이며 이들의 관계는 서로 나쁘다고 한다. 평소에는 연합왕국을 의인화한 캐릭터이지만 형이 있을 때는 잉글랜드를 가리킨다.
- 프랑스(일본어: フランス 후란스[*], 성우: 오노사카 마사야)

금발의 긴 머리, 타른 협곡을 뜻하는 턱수염을 기른 꽃미남. 애정 표현이 풍부하고 자존심이 높은 마이 페이스 캐릭터이며 자신을 매우 좋아하는 미식가. 유럽 국가 중에서는 나이가 많은 편이며 종종 "형님"을 자처한다. 예술을 사랑하며 프랑스어는 사랑을 전하는 말이라고 자부한다. 한때 유럽을 평정했던 대국이었지만 잔 다르크와 나폴레옹 보나파르트 이후에는 전투력이 약해졌다. 현재는 예술 활동이나 농업에 주력하고 있으며 가끔 포도주를 한 손에 들고 관광 가이드를 하기도 한다. 아름다운 것이라면 뭐든지 인정하지만 성희롱 행위나 관련 발언을 자주 해서 남녀노소를 가리지 않고 성희롱 피해자가 많은 편이다. 영국과는 지긋지긋한 관계이며 오스트리아와는 천적이다.
- 러시아(일본어: ロシア 로시아[*], 성우: 타카토 야스히로)

파도 모양을 띤 백금발에 보라색 눈을 가진 남자. 여러 나라 중에서 키가 가장 큰 편. 어린 시절 우크라이나로부터 받은 뒤부터 목에 항상 두르고 있는 머플러가 특징이다. 북극에 있는 나라답게 대범하고 느긋한 성격이며 시골 같은 순수함과 꼬마 같은 잔혹함을 겸비하고 있다. 가장 큰 북쪽의 나라이며 어렸을 때부터 괴롭힘을 받아왔다. 보드카를 좋아하며 종종 수도꼭지를 갖고 다니는 모습으로 등장한다. 추운 지방에서 고독하게 보낸 데다가 전쟁 때만 되면 동장군의 위협을 받기 때문에 겨울을 싫어하며 따뜻한 곳이나 시끄러운 곳을 좋아한다. 미래에는 해바라기에 둘러싸인 따뜻한 집에 살고 싶다는 꿈을 가지고 있어서 몇 차례나 남하를 시도했던 적이 있다. 그러나 화가 날 때는 콜호스를 뜻하는 소리인 "콜콜"("코루코루")을 내면서 타인을 위협하거나 벽 반대쪽에서 얼굴을 훔쳐보며 외국에 압력을 걸거나 가하는 등 불온한 언행을 하는 경우가 많다. 대사는 종종 어미가 "~다"로 끝나는데 이는 러시아어로 "예"를 뜻한다. 발트 3국 트리오(에스토니아, 라트비아, 리투아니아)와 동거하는 시기가 길다. 폴란드 분할이 취미이며 리투아니아는 폴란드-리투아니아 연방을 정복할 때 데려왔다고 한다. 미국과 영국을 적대시하는 경우가 많고 예전에 동맹을 맺고 있던 프랑스와는 비교적 우호적인 편이며 중국은 마음에 들어한다. 한 번은 이웃 나라에 "러시아와 하나가 되자"고 약속한 적이 있었다. 누나는 우크라이나이고 여동생은 벨라루스이지만 벨라루스는 조금 무서운 얀데레와 같은 모습을 하고 있다.
- 중국(일본어: 中国, ちゅうごく 주고쿠[*], 성우: 카이다 유키)

젊게 보이지만 신선처럼 생겼고 몸집이 작으며 뒤로 넘겨 한 다발로 묶고 있는 검은 머리를 한 남자. 현존하는 국가를 의인화한 캐릭터 가운데 최연장자. 1인칭은 "우리(我)"라고 쓰고 "나"라고 읽으며 "~아루"("~ある"), "~요로시"("~よろし", "~해")와 같이 가짜 중국어(협화어)를 사용한다. 단 영국과 대화할 때에는 예외적으로 어미가 "~아헨"("~あへん", "아편"이라는 뜻)으로 끝나는데 이는 아편 전쟁을 뜻한다. 언행은 의젓하고 매사에 신중하지만 나이에 비해 행동이 차분하지 못한 편이다. 상사는 보통 사람, 용, 판다와 같이 다양한 모습을 하고 있으며 대한민국 이외의 전 세계 곳곳에 별장(차이나타운)을 갖고 있다. 요리에는 자신있지만 정작 자신의 완제품은 각국에서 경계한다. 과거의 분쟁, 특히 청일 전쟁부터 일본이 배신했다고 생각하고 있다. 일본과의 관계는 주요 국가 중에서 가장 긴 편이지만 첫 만남에서 일본으로부터 "태양이 지는 나라"라고 불리거나 청일 전쟁에서는 일본이 갑자기 칼을 쳐들고 덤비는 행동을 하는 등 여러 가지로 미묘한 관계에 있다. 청일 전쟁에서 일본한테 패배한 뒤에 일어난 의화단 운동에서는 미국, 영국, 프랑스, 러시아 등에 의해서 자포자기했던 적이 있다. 자신을 형님처럼 받드는 대한민국에 자주 애를 먹고 있으며 러시아, 영국과는 적대하는 마음을 갖고 있다. 가끔 등에 판다를 짊어지고 있으며 일본의 헬로 키티 또는 헬로 키티의 복제 상품인 시나티를 좋아한다.

## 유럽

### 남유럽
- 이탈리아 (이탈리아 로마노(일본어: イタリア＝ロマーノ 이타리아 로마노[*], 성우: 나미카와 다이스케), 남이탈리아(일본어: 南イタリア 미나미이타리아[*]) / 어린 시절의 로마노(일본어: ちびロマーノ 치비로마노[*], 성우: 카나다 아키)

베네치아노의 형. 남동생인 베네치아노(북이탈리아)가 게르만 혈통을 띠는 데 비해 로마노는 라틴 혈통을 띠는 편이다. 용모는 남동생에 비해 머리카락의 색이 진하고 약간 찡그린 표정을 갖고 있으며 아호게의 방향도 남동생과 정반대. 남동생과 마찬가지로 파스타를 좋아하지만 남동생보다 토마토를 좋아한다. G8 회의 때에는 베네치아노와 로마노 형제가 같이 출석하는 이탈리아이지만 "남이탈리아"는 추축국에서 이탈했기 때문에 본작의 추축국 트리오에는 포함되지 않는다. 남동생과 구별하기 위해 거의 로마노라고 불린다. 마피아 때문에 약간 거친 성격이지만 남동생과 마찬가지로 헤타레인 편. 스페인이나 독일에게 자주 달려들며 아호게를 잡으면 이상한 반응을 낸다. 사교성이 나쁘지만 여자에게는 상냥하다. 특기는 사냥과 소매치기이며 평상시는 빈둥거린다.
- 스페인(일본어: スペイン 스페인[*], 성우: 이노우에 고)

해가 지지 않는 나라로 불린 정열의 왕국. 간사이 방언으로 말하는 남자이다. 밝고 서글서글한 성격이지만 둔감하기 때문에 분위기를 파악하지 못한다. 자신의 부하인 로마노(남이탈리아)의 귀찮은 성격을 잘 보고 있다. 상냥한 베네치아노(북이탈리아)가 마음에 들어 귀여워하고 있다. 친구인 오스트리아와는 정략 결혼을 통해 같은 합스부르크 가가 된 과거가 있다(성별은 결혼에 반영되지 않는다). 프랑스와는 나쁜 사이로 프랑스의 애완동물 중에서는 "피에르"라고 부르는 스페인과의 연락용 새가 있다. 미국에 대해서는 "쿠바의 원한"에 걸려 질질 끄고 있는 것 같고 수수한 짖궂음을 걸고 있는 것이 있다.
- 포르투갈(일본어: ポルトガル 포루토가루[*], 성우: 우메하라 유이치로)

오른쪽 눈 밑에 사마귀가 나와 있고 머리를 뒤쪽으로 묶은 남자. 외모는 스페인과 비슷한 편이며 게으른 모습에서부터 마이 페이스인 성격을 갖고 있다. 스페인과는 오래 전부터 알고 있던 편이기에 스페인의 "멍청한 에피소드"를 많이 알고 있다. 그래서 스페인은 포르투갈에 꼼짝 못하는 편이다.
- 그리스(일본어: ギリシャ 기리샤[*], 성우: 코우사카 아츠시)

가족국 - 비잔티움 제국 (어머니), 튀르키예 (양자)
오랜 역사를 가진 지중해의 나라. 태엽처럼 생긴 아호게와 근육질의 큰 몸이 특징인 남자. 한가로운 가게의 모습에서부터 마이 페이스인 성격을 갖고 있지만 자신의 머릿속에서는 철학적인 생각을 갖고 있다. 외형에 반해 의외로 성관계 횟수가 많은 편이다. 가끔 손에 들고 다니는 십자가는 여자의 출입을 금한다는 아토스산을 뜻한다. 취미는 유적 발굴과 낮잠이며 고양이를 좋아한다. 집의 뜰에는 어머니의 집이나 유적이 남아 있어 지하철이나 현대식 건축물 등을 건설할 수 없는 것이 고민이다. 튀르키예와는 만날 때마다 으르렁거릴 정도로 싫어하며 마지못해 화해해도 다시 싸운다.
- 튀르키예(일본어: トルコ 토루코[*], 성우: 후지모토 타카히로)

중동에서 발칸 반도까지 이르는 국토를 지배했던 대제국인 오스만 제국을 세웠던 나라. 혈기왕성하고 의기가 넘치는 성격을 가진 남자이지만 남과 친해지는 성격도 갖고 있다. 항상 하얀 가면을 쓰고 다니며 경쾌한 에도 방언으로 말한다. 그리스와는 만날 때마다 으르렁거릴 정도로 싫어하며 마지못해 화해해도 다시 싸운다.
- 키프로스(일본어: キプロス 키푸로스[*], 성우: 쿠로사와 토시키)

제2차 세계 대전 이후에 영국으로부터 독립했지만 나중에 남북으로 분단된 나라. 너글너글하고 태평한 성격의 남자이다. 본가판 드라마 CD에 먼저 등장했다.
- 북키프로스(일본어: 北キプロス, きたキプロス 기타키푸로스[*])

세계에서 유일하게 튀르키예만 인정하는 독립 국가의 남자. 튀르키예와는 사이가 좋은 편이며 외모는 튀르키예와 비슷한 편이다. 담담한 말투로 말한다.

### 중앙유럽
- 오스트리아(일본어: オーストリア 오스토리아[*], 성우: 사사누마 아키라)

가족국 - 신성 로마 제국·프로이센·독일 (사촌형제)·게르만 (할아버지와 가까운 조상)·스페인 (정략 결혼 상대)·이탈리아 형제 (먼 친척)
화려하게 보이지만 검약가이며 무엇보다도 음악을 사랑하는 남자. 기사로서 싸우기 위해서 태어났지만 사실 전투에서는 서투른 편이다. 차분한 성격을 가진 귀족의 남자이기 때문에 "도련님"으로 불리기도 한다. 방향치이며 말버릇은 "이 바보야!"이다. 과자 만들기에 자신있지만 정작 그가 요리를 하면 수수께끼의 폭발음이 들린다. 안경은 "오스트리아의 음악적인 무언가"(취하면 상당히 수수한 모습)를, 입가에 있는 점은 "오스트리아의 성적인 무언가"를, 아호게는 마리아첼을 나타낸다. "이 바보야!"라고 하는 말버릇은 어린 시절에 영향을 받았으며 당시에는 안경을 쓰지 않았다. 나중에 오스트리아의 상사가 스위스와 대립하면서 이별한다. 좀 더 성장하면서 이른바 정략 결혼으로 영토를 넓혔고 유럽을 거의 손 안에 넣기도 했다. 오스트리아 왕위 계승 전쟁 때 실레시아를 프로이센에 빼앗긴 이후부터 프로이센을 적으로 여긴다. 오스트리아-헝가리 제국을 세우면서 헝가리를 아내로 삼은 적이 있었고 스페인을 정략 결혼 상대로, 이탈리아 형제를 하인으로 여긴 적이 있었다.
- 헝가리(일본어: ハンガリー 한가리[*], 성우: 네야 미치코)

웨이브 스타일을 띤 긴 머리카락이 특징인 여자. 꽃 모양을 한 머리핀은 벌러톤호를 나타낸다. 동성애자 비디오의 제작이 많은 나라여서 동인녀(이른바 부녀자)라는 설정이 있던 적이 있었고 그로 인해 오스트리아를 그리워 한다. 그렇지만 옛날에는 스위스를 노려 몇 번이나 두드려 잡고 있었다. 오스트리아를 상냥하게 대해 주며 지금도 여러 가지 일을 공동으로 하거나 크리스마스나 밸런타인데이를 둘이서 함께 보낼 정도로 관계는 좋은 편이다. 과거 유목민이었던 기마 민족이며 외형에 반해 용감하고 의협심이 넘치는 성격. 작가도 캐릭터 중에서 제일 남자다운 인물이라고 언급한다. 유년기는 자신을 남자로 착각하고 있었으며 과거에는 프로이센에게 쓰라린 경험을 당한 적이 있다. 무기는 손에 가진 프라이팬. 개의 이름을 루마니아인의 이름으로 지을 정도로 루마니아와는 견원지간. 튀르키예는 오랜 트라우마의 상징인 "오스만 제국의 악몽"이라고 부른다.
- 스위스(일본어: スイス 스이스[*], 성우: 박로미)

가족국 - 리히텐슈타인 (의남매)·오스트리아 (먼 친척)
사방이 강국들에 둘러싸여 있어서 고난의 역사를 갖고 있는 나라로 세계에서 유명한 영세 중립국의 남자. 1인칭은 "우리 무리"이며 "~다", "~이다"와 같은 옛 수필조로 말한다. 소총을 메거나 총을 휴대하고 있는 경우가 많은 편. 차갑고 동요하지 않는 성격이지만 이탈리아나 독일을 만나기만 하면 감정선이 극도로 올라간다. 그리고 무기를 대량으로 생산해서 물건 수출을 잘한다. 길거리에 헤매고 있던 리히텐슈타인을 발견하고 양녀로 키우면서부터 매우 귀여워하고 있다. 외형이나 성격에 반해 사랑스러운 그림을 그리며 리히텐슈타인은 그가 그린 그림을 아주 좋아한다. 외국인을 싫어하며 검소한 편이다. 매우 성실하고 발랄하게 행동하며 자신의 의견을 분명히 말한다. 남의 나라에 대해서는 자신의 의견을 분명히 말할 것을 요구하며 그 때문에 자신의 의견을 분명히 말하지 않는 일본에 대해서는 "자신의 의견을 말하라!"하고 질타하기도 한다. 금전적인 능력이 뛰어나서 세계의 재정을 좌지우지한다. 어느 섬나라(일본)가 자신을 모 명작 애니메이션(알프스 소녀 하이디)과 같은 한가로운 이미지를 갖고 있는 것에 대해 짓궂게 군다.
- 리히텐슈타인(일본어: リヒテンシュタイン 리히텐슈타인[*], 성우: 쿠기미야 리에)

가족국 - 스위스 (형(오빠))
유럽에 위치한 작은 공국이자 영세 중립국의 소녀. 제1차 세계 대전 이후에 일어난 공황에 휩쓸려 나라로서의 위기에 직면하고 길거리를 헤매면서 살던 이후로 스위스를 "오빠"라고 부를 정도로 그리워하고 있다. 그 당시에는 땋아서 늘어뜨린 긴 머리였지만 어느 날 갑자기 스위스와 같은 헤어 스타일로 머리를 자르면서 짧은 머리를 하게 된다. 그 후로 남자 아이로 착각하는 충격을 받지만 이것을 보기 힘들어하던 스위스가 리본을 선물한다. 솔직하고 점잖은 성격이지만 의견은 분명히 말하는 타입이다. 스위스에게 손수 만든 잠옷을 선물했던 적이 있다. 군대는 없으며 모든 생활은 스위스와 공유한다.
- 체코(일본어: チェコ 체코[*], 성우: 모로호시 스미레)

아가씨 말투로 말하는 여자. 착하고 참을성이 있을 정도로 열심히 한다. 무언가를 예상하면서 행동하려고 하지만 슬로바키아는 예상 밖의 행동만 한다. 섬세하고 독특한 예술 감각을 갖고 있다.
- 슬로바키아(일본어: スロバキア 스로바키아[*], 성우: 코바야시 유스케)

체코와 함께 오스트리아-헝가리 제국에서 독립한 남자. 체코와 마찬가지로 인내심이 강하고 너그러운 편이지만 체코보다 무언가 두둥실거리는 편이다. 평소에는 자신의 주장을 별로 내놓지 않는 편이지만 이상한 곳에서 여러 가지 조건을 내건다. 체코로부터 독립할 때에는 체코슬로바키아를 "체코슬로바키아"로 할지 "체코-슬로바키아"로 할지를 놓고 논쟁(하이픈 전쟁)을 벌이기도 했다.

### 동유럽
- 폴란드(일본어: ポーランド 포란도[*], 성우: 타나카 코코로)

몇 번 분할되어도 불사조와 같이 되살아나는 터프한 강국의 남자. 과거에는 폴란드-리투아니아 연방이라는 대국을 이룬 적이 있었다. 언동이 다소 엉뚱한 괴짜. 조금 자기중심적으로 의견 등은 솔직하게 말하지만 낯을 가리는 일면이 있다. 또한 작가의 취미로 나고야의 여자 고등학생 말투로 이야기한다. 소련의 집으로부터 독립을 완수한 친구인 리투아니아를 현재까지도 지원하고 있다. 곤란한 일이 일어나면 자기 마음대로 이른바 "폴란드 룰"을 발동해서 자신에게 유리한 상황으로 모면하려고 한다. 리투아니아를 "리에트"라고 부르는데 이는 리투아니아의 리투아니아어 표기인 "리에투바(Lietuva)"에서 파생된 것이다.
- 우크라이나(일본어: ウクライナ 우쿠라이나[*], 성우: 마스다 유키)

가족국 - 러시아 (남동생)·벨라루스 (여동생(누나))
풍부한 곡창 지대와 지하 자원을 보유한 나라. 얇은 금발에 짧은 머리를 하고 있고 풍부한 흑토 지대를 뜻하는 커다란 가슴을 갖고 있는 여자. 하얀색 머리띠를 쓰고 있으며 오른쪽 앞머리에는 머리핀이 달려 있다. 가끔 쇠스랑을 들고 다닌다. 커다란 가슴 때문에 독특한 효과음(애니메이션에서는 팀파니로 재현함)이 나며 그로 인해 셔츠에 달려 있던 단추가 떨어지기도 한다. 착실한 언니라고 하지만 약간 울보이고 덜렁이. 어린 시절 추위에 시달리던 러시아에게 머플러를 주는 대신 자신이 갖고 있던 키예프 대공국 계승권을 러시아에게 넘겨준다. 러시아에 천연가스 등을 체납하고 있어서 몇 번이나 가스 공급이 중단된 상태에 있다. 소련으로부터 독립한 이래 러시아와는 거리를 두고 있고 친구를 찾고 있다. 미국이나 유럽과는 사이가 좋은 편이다.
- 벨라루스(일본어: ベラルーシ 베라루시[*], 성우: 타카노 우라라)

가족국 - 우크라이나 (언니(누나))·러시아 (형(오빠))
밝은 색을 띤 긴 머리에 리본으로 장식한 소녀. 러시아와 결혼하고 싶어하는 마음이 있지만 정작 러시아는 그를 무서워 한다. 러시아의 집에 있는 문을 손상시킬 정도로 무서운 얀데레 캐릭터. 이른바 "당근과 채찍"을 이용해서 러시아와 친해지려는 다른 국가들을 견제하려고 한다. 종종 칼을 들고 다니며 입에 거친 말을 아무렇지도 않게 댄다.
- 불가리아(일본어: ブルガリア 부루가리아[*], 성우: 이노우에 고)

좌우로 나뉜 앞머리가 특징인 남자. 같은 추축국 진영에 있던 이탈리아를 나무 막대기로 두드린 적이 있었다. 마음이 약간 약한 편이만 타산적인 면도 있다. 루마니아와는 사이가 좋은 편이다.
- 루마니아(일본어: ルーマニア 루마니아[*], 성우: 코다마 타쿠야)

가족국 - 몰도바 (남동생)
오른쪽 방향으로 나뉜 앞머리에 두 가지 색을 띤 리본이 달린 작은 모자를 쓰고 있으며 붉은 눈과 입에 나온 덧니가 특징인 남자. 고생하는 사람에 비해 쾌활한 성격을 갖고 있으며 장난기가 많은 괴짜. 신앙심이 강하며 마술이나 민간 전승을 좋아한다. 로맨틱한 성격도 갖고 있다. 헝가리와는 사이가 나쁜 편이며 불가리아와는 사이가 좋은 편이다. 독일과 이탈리아는 의지하고 싶은 동료로 여긴다. 최근에는 튀르키예와 사이가 더욱 좋아지기를 원하고 있다.
- 몰도바(일본어: モルドバ 모루도바[*])

가족국 - 루마니아 (형)
헐렁한 소매를 가진 코트를 입고 있으며 작은 모자를 쓰고 있는 소년. 조금 튀어나온 아호게가 달린 짧은 머리, 입에 나온 덧니가 특징이며 다소 불충분한 어조로 말한다. 루마니아한테는 어리광을 부리고 싶지만 러시아에 신경쓰지 않으면 참는 경우가 많은 편이다.

### 발트 3국
- 리투아니아(일본어: リトアニア 리토아니아[*], 성우: 타케우치 켄)

발트 3국 가운데 하나인 남자. 리투아니아의 상사가 폴란드와 결혼한 뒤부터 폴란드-리투아니아 연방이라는 공동 생활을 하고 있었다. 세계에서 가장 높은 자살율을 기록하지고 있지만 온화하고 인성이 좋으며 남을 잘 돌봐주는 성격을 가진 남자. 러시아, 폴란드에 언제나 좌지우지되고 있지만 전부 다 참고 있다. 벨라루스에 호의를 안고 있고 짝사랑하지만 대개 보답받지 못한다. 그러나 본인은 그 일에 눈치채지 못한 모습이다. 의외롭게도 책사이며 폴란드를 위기로부터 구한 적도 있다. 한때는 미국의 집에서 객지살이를 해서 더부살이로 집안일과 같은 일을 하고 있었다. 덧붙여서 그의 비주얼은 작가가 그리는 "지극히 평범한 얼굴"이다.
- 에스토니아(일본어: エストニア 에스토니아[*], 성우: 코우사카 아츠시)

발트 3국 가운데 하나인 남자. "발트해의 우등생"이라고 부를 정도로 어떠한 위기 상황을 지혜롭게 돌파했다. 러시아에 대한 의존도는 낮은 편이고 IT에는 강한 편이다. 전쟁의 피해를 입지 않은 아름다운 거리 풍경 때문에 작품 내에서 드문 꽃미남 설정을 갖고 있으며 러시아보다 관광객이 많은 편이다. 라트비아에 무슨 일이 있으면 "라트비아~!!!"라고 외친다. 핀란드와는 친구이며 자주 그의 집에서 일어나는 축제에서 우승을 차지한다. 그리고 핀란드와 친한 나머지 자신도 북유럽에 있고 싶다고 항상 핀란드에게 건의한다.
- 라트비아(일본어: ラトビア 라토비아[*], 성우: 타나카 코코로(애니메이션), 쿠기미야 리에(CD 드라마))

발트 3국 가운데 하나인 소년. 몸집이 작고 마음이 약하며 울보인 편이다. 아직 러시아에 대한 의존도가 높은 편이며 러시아와의 단절을 시도하지만 죄다 실패하고 있다. 지나치게 눈치가 없고 솔직하기 때문에 무심코 러시아의 심기에 거슬리는 발언을 해서 러시아로부터 많은 압박을 받기도 한다. 어려보이는 외형에 비해 술에 강한 편이다. 시랜드 공국에게 은방울꽃을 선물하는 등 이따금 이상한 언동을 보이지만 최근에는 그를 잘 걱정하고 있다.

### 북유럽
- 핀란드(일본어: フィンランド 휜란도[*], 성우: 미즈시마 타카히로)

산타클로스와 무민, 사우나로 유명한 북유럽의 나라로 다른 북유럽 나라와는 달리 계통이 다른 민족인 북유럽의 나라. 온화하고 소박한 성격을 가진 남자로 겉으로 보면 얌전하지만 힘이 세고 용감한 면도 있다. 특히 추위에는 비정상적으로 강하고 화재 현장에서는 바보와 같은 힘을 발휘한다. 산타클로스의 발상지이며 크리스마스가 되면 산타클로스 분장을 하고 순록이 끄는 썰매를 타면서 온 세상을 돈다. 에스토니아와 함께 이상한 축제를 여는 것이 취미이며 에스토니아와는 친구이다. 사우나를 좋아하며 말버릇은 "모이 모이"(Moi Moi, 핀란드어로 "안녕하세요"라는 뜻)이다. 그리고 좋아하는 것은 술, 과자이다. 스웨덴과 함께 덴마크의 집을 탈출한 이래 스웨덴과 사이가 좋으며 스웨덴을 "스씨"(일본어로는 "스산"(スーさん))이라고 부른다. 기발한 네이밍 센스를 갖고 있으며 느긋하고 발상이 조금 기발한 불가사의한 캐릭터이다. 하나타마고(花たまご, 일본어로 "꽃달걀"이라는 뜻)라고 부르는 하얀 강아지를 기른다.
- 스웨덴(일본어: スウェーデン 스웨덴[*], 성우: 사카이 케이코)

한때 "북유럽의 패자"라고 부를 정도로 유럽을 지배했던 강국이었지만 현재는 상당히 안정되어 있고 복지에 힘쓰고 있는 남자이다. 이전에는 덴마크의 집에 있었지만 큰 싸움이 벌어지면서 핀란드와 함께 가출했다. 가구 만들기와 인테리어가 취미이며 토론하기를 좋아한다. 항상 안경을 쓴 모습으로 등장하며 후쿠시마 방언으로 말한다. 수줍음을 잘 타며 표정이 부족하고 과묵해서 무엇을 생각하고 있는지 알기 어렵다.
- 덴마크(일본어: デンマーク 덴마쿠[*], 성우: 시모자키 히로시)

과거 북유럽 일대를 지배했던 대국이었지만 현재는 내정에 전념하면서 조용히 사는 남자. 과거 용맹함을 떨쳤던 바이킹의 형이며 혈기왕성하고 익살스러운 성격을 띤다. 북유럽의 형님을 자처하고 있으며 노르웨이를 좋아한다. 술을 많이 마시는 편이며 이바라키 방언으로 말한다.
- 노르웨이(일본어: ノルウェー 노루웨[*], 성우: 이와사키 마사미)

과거 덴마크와 동군 연합(덴마크-노르웨이)을 맺었지만 현재는 내정에 전념하고 있는 스칸디나비아반도에 위치한 나라. 말수가 적고 세상살이에서 어딘가 멀어진 듯한 이상한 분위기의 남자이다. 왼쪽 머리에 아호게가 튀어나와 있지만 자세히 보면 떠 있는 것처럼 보인다. 왼쪽 앞머리에는 반대 방향으로 된 십자가 모양의 머리핀이 달려 있다. 영국과 같이 요정이 보이며 가끔 뒤에서 초록색 거인인 트롤이 보이기도 한다. 북유럽의 맹주를 자처하는 덴마크를 "형님"(도호쿠 지방 방언으로는 "안코"(あんこ))이라고 부를 정도로 수수하게 구박한다. 아이슬란드의 형이며 말버릇은 "~다베"이다.
- 아이슬란드(일본어: アイスランド 아이스란도[*], 성우: 아사쿠라 아유무)

지리적인 문제를 극복하고 오랫동안 독자적인 문화를 계속 유지한 북유럽의 섬나라. 종종 바다오리와 함께 등장하기도 한다. 화산과 온천이 있어서 겉으로 보기에는 쿨하지만 안으로 보면 뜨거운 불가사의한 소년이며 노르웨이의 동생이다. 쓰가루 방언으로 말한다.

### 서유럽
- 네덜란드(일본어: オランダ 오란다[*], 성우: 미네 노부야)

가족국 - 벨기에 (여동생)
거꾸로 서 있는 머리카락과 이마에 나온 작은 상처가 특징인 남자. 벨기에의 오빠이며 후쿠이 방언으로 이야기한다. 설정의 등장은 빨랐지만 꽤 등장하지 않았기 때문에 이전에는 얼굴이 실루엣으로 묘사된 적이 있었다. 토끼를 아주 좋아하며 적어도 한 마리 정도는 기르고 있다. 2010년 5월 12일에 쓴 작가의 일기에서는 작은 담배를 피우는 모습이 등장하며 5월 13일에 쓴 일기부터 본격적으로 등장한다. 흡연자이기 때문에 담뱃대를 애용한다. 미국에 세운 자신의 별장에 스웨덴과 핀란드가 참견을 거는 바람에 되돌려 보냈고 결국 이들은 그들의 별장을 빼앗아 버렸다. 하지만 벨기에와 벌인 싸움 때문에 외로움을 느낀 것 같고 그를 아는 유럽은 하늘과 땅이 뒤집힌 것 같다. 단행본 제3권에서는 여동생 벨기에와 등장했다. 인물 소개에서는 근엄하고 제대로 한 성격을 가진 책사라고 한다.
- 벨기에(일본어: ベルギー 베루기[*], 성우: 나카무라 에리코)

가족국 - 네덜란드 (형(오빠))
장신과 헤어 밴드가 특징인 여자. 시가 방언으로 이야기한다. 성실하고 친절하며 남의 일을 잘 돌봐줄 정도로 친근한 성격이지만 화나면 무서운 편이다. 맛있는 과자, 특히 초콜릿과 와플을 좋아한다. 단행본 제3권에서 형이자 오빠인 네덜란드와 함께 등장했다. 네덜란드와 함께 스페인의 부하로서 스페인의 집에서 보냈던 시대가 있었으며 로마노(남이탈리아)와도 동거하고 있었다. 싸움으로 인해 네덜란드와 헤어질 때까지는 사이가 좋았던 모습이 등장한다. 그 밖에도 크리스마스 일러스트, 자신의 오빠인 네덜란드와의 투 샷에 가끔 등장하고 있었다. 세계 회의 때에 입는 드레스는 벨기에의 왕실을 의식한 것이라고 한다.
- 룩셈부르크(일본어: ルクセンブルク 루쿠센부루쿠[*])

느슨한 웨이브를 띤 얇은 갈색 머리를 한 남자. 오른쪽 눈이 앞머리에 가려져 있다. 말투가 부드럽고 점잖은 분위기를 띠고 있으며 익살스럽고 친근한 성격을 갖고 있다. 네덜란드, 벨기에와는 의남매 관계이다. 펠루체(Pelutze)라는 이름을 가진 커다란 개를 기른다.
- 모나코(일본어: モナコ 모나코[*], 성우: 히카사 요코)

이탈리아와 프랑스 사이에 위치한 공국. 땋은 갈색 머리 위에 리본으로 장식하고 안경을 쓴 여자이며 낙천가. 좋은 머리와 좋은 책사로 나라를 지켜왔다. 이야기하면 의외로 사교적이고 느긋하지만 여러 가지 잔걱정이 많은 성질을 갖고 있다. 언제나 푸른 하늘을 보면서 세계 정세나 경제를 생각하며 다른 나라가 떠들썩하는 것을 걱정한다. 취미는 발레이며 포커에 강한 편. 아름다운 건축 양식을 띤 카지노가 유명하지만 정작 자신은 법률에 따라 카지노를 하지 못한다. 최근에는 관광업과 인테리어, 화장품에 주력하고 있다.

## 아메리카
- 캐나다(일본어: カナダ 카나다[*], 성우: 코니시 카츠유키)

세계 2위의 국토 면적을 가진 북아메리카에 위치한 나라. 가게에서 한가로이 차분한 성격을 가진 남자이며 단풍잎을 좋아한다. 외모가 미국과 비슷하게 생겼기 때문에 자칫하면 미국으로 오인당하는 경우가 많다. 머리는 프랑스와 비슷하게 생겼다. 어릴 적부터 백곰인 구마지로와 함께 지내고 있지만 이름은 정확히 기억하지는 못한다. 영국계와 프랑스계 간의 갈등으로 인해 속을 태우고 있으며 최근에는 중국계와 한국계 인구의 증가 때문에 골머리를 앓고 있다.
- 쿠바(일본어: キューバ 큐바[*], 성우: 타카하시 히로키)

카리브해에 위치한 섬나라. 미국에 대해서는 반미주의 정책을 취하고 있는 사회주의 국가. 밝고 인정이 두터운 성격을 가진 남자이며 의협심이 넘친다. 미국과는 적대적인 관계에 있지만 캐나다와는 사이좋게 지내고 있다. 그렇지만 캐나다를 미국으로 착각하기도 한다. 아이스크림을 좋아하며 가끔 여송연(시가)을 피우기도 한다.

## 아시아

### 동아시아
- 대한민국(일본어: 韓国, かんこく 간코쿠[*])

밝고 건강한 고잉 마이 웨이(Going My Way, 나의 길을 가련다) 타입의 남자. 징병제의 영향으로 인해 동아시아에서는 근육질 체격을 갖고 있다. 머리에서 삐죽 솟은 아호게는 "한국인의 기분"을 뜻하며 가끔 얼굴처럼 나타난다. "~이다!"("~다제!")와 같은 어조로 말하지만 손윗사람을 존중하는 관습 때문에 경우에 따라서는 경어를 사용한다. 어떤 문화, 발명품, 풍습 등에 기원을 주장하며 중국을 "형님"이라고 부른다. 그리고 유학과 드라마 감상이 취미이지만 인터넷과 게임도 좋아한다.
- 대만(일본어: 台湾, たいわん 다이완[*], 성우: 카이다 유키)

야무지게 세련된 소녀. 최근 들어서 걱정이 끊이지 않는 편이지만 제비뽑기에서 나쁜 결과가 나왔을 때에는 이를 믿지 않는 등 적극적이고 밝은 성격도 갖고 있다. 중국을 "선생님"이라고 부른다. 어조는 주로 "~요!", "~네" 등과 같이 어미가 가타카나로 표기되어 있는 경우가 많다.
- 홍콩(일본어: 香港, ホンコン 혼콘[*], 성우: 타카기 모토키)

최근 중국에 반환된 옛 영국령 도시의 남자. 어조는 광둥어와 영어가 섞인 갸루오 스타일을 띤다. 중국을 "선생님"이라고 부르며 무엇을 생각하고 있는 지는 잘 모른다. 영국령 시대에는 축제 때에 폭죽을 터뜨려 영국을 놀라게 해서 영국한테 심하게 혼난 적이 있었다.
- 마카오(일본어: マカオ 마카오[*])

온화하면서도 장사에 능숙한 남자. 어조는 대부분 비즈니스 스타일을 띠고 있지만 포르투갈이나 중국, 홍콩과는 농담도 한다. 대만에 대해서는 제대로 레이디 취급을 한다. 중국을 "미스터"라고 부른다. 홍콩과의 관계도 강한 편이며 경제나 문화에 대해서는 좋은 파트너로 여긴다. 홍콩이 크게 성장하던 당시에는 라이벌 심리도 내지 않고 홍콩의 성장을 천천히 지켜보았으며 자신은 주로 유럽 국가의 접대를 맡았다. 손재주가 좋아 음식이나 장난감, 직물을 만드는 것에 능숙한 편이며 도자기를 잘 만든다.

### 동남아시아
- 베트남(일본어: ベトナム 베토나무[*])

삿갓을 쓰고 아오자이를 입은 여자. 소극적이고 소박하면서도 조금 수줍어하는 성격이며 사진 등에 신경을 많이 쓴다.
- 태국(일본어: タイ 타이[*])

검은 머리에 안경을 쓴 남자. "미소의 나라"답게 부드럽게 미소짓는 표정을 갖고 있다. "~군요", "~네요", "~입니다" 등과 같이 정중한 어조로 말하며 "아나~" 등이 말버릇. 토토(TOTO)라는 이름을 가진 작은 코끼리를 데리고 다닌다.

### 남아시아
- 인도(일본어: インド 인도[*], 성우: 소가베 가쿠)

유라시아 대륙 중남부에 역삼각형 모양으로 붙어 있는 거대한 반도를 차지하고 있는 나라. 깨끗하게 빗은 갈색 머리를 한 남자. 과거에 영국령이었기 때문에 굵은 눈썹을 갖고 있으며 이마에 틸라카가 붙어 있다. 수학과 논의에 강한 편이며 규슈 방언으로 말한다. 왕자처럼 생긴 아우라에 고잉 마이 웨이(Going My Way) 스타일의 사고 방식으로 다른 나라를 압도한다. 2011년 기타유메 핼러윈 기획 만화에서 프로이센과 함께 등장했다.

## 오세아니아
- 오스트레일리아(일본어: オーストラリア 오스토라리아[*], 성우: 아사이 케이이치로)

남반구에 위치한 나라이며 세계에서 가장 작은 대륙을 차지하고 있는 나라. 와일드한 근성을 가진 남자. 오스트리아와 비슷한 머리 모양(자세히 보면 아호게가 2개 정도 나와 있음), 영국으로부터 물려받은 굵은 눈썹, 반창고가 붙어 있는 코가 특징. 가끔 캥거루나 코알라를 데리고 다니는 경우가 있지만 코알라는 무서운 느낌이 든다.
- 뉴질랜드(일본어: ニュージーランド 뉴지란도[*], 성우: 마에다 소마)

오스트레일리아 동쪽에 위치한 작은 섬나라. 양의 뿔처럼 좌우로 휜 모양을 한 갈색 머리와 녹색 눈, 영국과 닮은 굵은 눈썹이 특징인 남자. 영국의 것을 "영국식"으로 따른다. 다만 이것은 형제적인 의미가 아니라 업계 용어인 "선배"의 여러 의미. 가끔 나무로 만든 지팡이를 들고 다닌다.

## 아프리카
- 이집트(일본어: エジプト 에지푸토[*])

신비로운 분위기를 가진 개성적인 남자이며 머리 위에 하얀 쿠피야를 쓰고 있다. 성격은 여러 가지 정도로 적절한 편이지만 사실은 타인과 친해지기 쉬울 정도로 가족 생각을 한다. 말이 많은 성격이지만 너무 과묵해서 좀처럼 말하고 있는 모습을 찾을 수 없는 경우가 많은 편이다. 그리스와 마찬가지로 집의 뜰을 파면 어머니가 남긴 유적이 나온다.
- 카메룬(일본어: カメルーン 카메룬[*])

안경을 쓴 아프리카계 흑인 남자. 머리 부분 좌우에 십자 모양의 면도칼 무늬가 있다. 코콜로(Kokolo)라는 이름을 가진 아기 사자를 데리고 다닌다. 2009년 12월 5일 본가 블로그에 처음으로 등장했다.
- 세이셸(일본어: セーシェル 세셰루[*], 성우: 타카모토 메구미)

아프리카 동부에 위치한 인도양의 아름다운 섬. 검은 긴 머리에 갈색 눈, 갈색 피부를 가진 남국의 소녀. 땋아서 늘어뜨린 머리에 붉은 리본이 달려 있는 것이 특징. 성격은 너무 느긋하지만 약간 게으른 편. 프랑스어와 영어, 여러 나라의 언어 등 뒤죽박죽이 된 수수께끼의 언어(세이셸 크리올)를 구사하는 불가사의한 소녀. 식량 자급률이 0%에 달할 정도로 비싼 물가를 한탄하고 있지만 프랑스와 영국이 그를 편애하기 때문에 아직도 한가롭게 살 생각만 한다. 평시에는 물고기와 함께 자거나 관광 안내를 하면서 노래를 하며 자고 있던 영국에게 장난 전화를 하기도 한다. 가끔 참치와 같은 큰 물고기를 갖고 다닌다.

## 그 외의 국가
다음은 본편에서 다루고 있는 시대(제1차 세계 대전 ~ 제2차 세계 대전) 또는 현대에 존재하지 않는 옛 나라, 공식적으로 독립 국가로 인정받지 못한 나라(마이크로네이션 포함), 소재를 알 수 없는 나라, 나라가 아닌 지역을 의인화한 캐릭터 등 그 외의 등장 캐릭터에 대한 설명이다.

### 옛 나라
- 로마 제국(일본어: ローマ帝国, ローマていこく 로마 데이코쿠[*], 성우: 고다 호즈미)

고대 지중해 세계의 패자였으며 이탈리아 형제의 할아버지. 느슨한 웨이브에 짙은 갈색을 띤 머리, 갈색 눈과 갈색 피부, 커다란 몸집에 근육질 몸을 가진 남자이며 주로 갑옷에 붉은 망토를 걸친 모습을 띠고 있다. 성격은 호쾌하며 움직임과 감정 표현이 풍부한 편이다. 그림이나 조각, 음악 등 예술을 각별히 좋아한다. 고대 그리스나 고대 이집트와는 제대로 반했을 정도로 사랑이 많은 편이며 게르만과의 관계는 지긋지긋한 편.
- 게르만(일본어: ゲルマン 게루만[*], 성우: 타니야마 키쇼)

긴 금발에 푸른 눈을 띤 남자. 한 손에 활과 화살과 도끼를 들고 각지를 이리저리 다니면서(게르만족의 대이동) 많은 나라에 자손을 남긴 사람이며 이러한 이유 때문에 현재의 게르만계 국가는 그의 아들이나 손자로 구성되어 있다. 표정이 부족하고 말 수가 적은 성격을 띠고 있으며 로마 제국과의 관계는 지긋지긋한 편.
- 신성 로마 제국(일본어: 神聖ローマ, しんせいローマ 신세이 로마[*], 성우: 콘노 준)

중세 유럽 중부에 크게 확산되고 있던 게르만의 선물이며 한결같은 성격에 순진한 소년이다. 어린 이탈리아를 소녀로 착각하여 그를 사모했던 경험이 있으며 900년대부터 이탈리아를 사모했다고 한다. 강한 사람처럼 보이지만 상당히 허약한 체질이며 자신의 주위에 있던 나라들이 커지고 있을 때 자신은 훨씬 작은 아이의 모습을 띠고 있었다. 오스트리아의 집에서 나올 때 어린 이탈리아에게 마음을 전하고 재회의 약속을 했다.
- 프로이센(일본어: プロイセン 푸로이센[*], 성우: 코우사카 아츠시)

과거에 유럽에서 힘을 떨쳤던 옛 나라. 은발에 붉은 눈, 오른쪽으로 나뉜 앞머리를 가진 남자. 작가의 설정에 따르면 성모 마리아 수도회와 독일 기사단(튜턴 기사단)을 거쳐 프로이센이 되었다고 한다. 오스트리아와 마찬가지로 싸우기 위해 태어났다고 하지만 결혼에 활로를 찾은 오스트리아와는 달리 오로지 싸우는 일에만 집중했다. 교활하고 난폭한 성격을 갖고 있지만 형 독일과 마찬가지로 꼼꼼하고 엄격하며 성실한 편이다. 전술의 천재이며 프리드리히 2세를 존경한다. 독일을 "베스트"라고 부르면서 귀여워하고 있으며 이탈리아는 마음에 드는 상대로 여긴다. 오스트리아와는 중세 시대부터 자주 싸워 왔던 사이이다. 헝가리와는 자주 다투는 편이며 러시아를 싫어한다. 1인칭은 "내 님"이며 웃을 때 큰 소리로 "케세세세!"하면서 웃는다. 가끔 머리 위나 어깨 위에 병아리를 데리고 다니며 독일과 마찬가지로 맥주를 각별히 좋아한다.

### 마이크로네이션
- 시랜드 공국(일본어: シーランド 시란도[*], 성우: 오리카사 아이)

원래는 영국에 의해 건설된 뒤에 버려진 채로 남아 있던 해상 요새였는데 나중에 독립을 선언한 경이로운 나라(마이크로네이션)이며 미승인 국가 중에서 가장 작은 편. 영국으로부터 물려받은 굵은 눈썹과 세일러복이 특징인 소년. 낙천가로 적극적인 성격이며 쾌적한 환경에서 인터넷을 즐기는 것이 취미이다. 나라임을 자처하고 있으며 "~입니다" 어조가 특징. 몸은 작지만 전부 강철로 되어 있으며 뛰는 속도가 굉장한 편. 가끔 영국을 "바보"라고 부른다. 정식 국가로 인정받는 것이 꿈이며 작위를 19유로에 판매하고 있다. 인터넷 경매 사이트에서 매물로 나온 적이 있었는데 스웨덴에게 낙찰되었다고 한다. 이 때문에 스웨덴을 "아빠"라고 부른다.
- 세보르가 공국(일본어: セボルガ 세보루가[*], 성우: 오카모토 히로시)

이탈리아 북서부 세보르가에 위치한 자칭 독립 국가인 마이크로네이션. 원래는 독립 국가였으며 이탈리아 형제의 친척인 남자. 이탈리아로부터 독립을 선언했지만 정작 자신은 일반적인 이탈리아 국민으로 산다. 이탈리아 형제와 닮은 외모를 갖고 있으며 성격은 상쾌하고 온화한 편이다. 키는 시랜드 공국보다 크고 오스트리아와 같은 편. 첫 등장에서 머리에 케첩을 맞고 나무에 거꾸로 매달린 채로 등장했는데 이를 본 시랜드 공국이 비명을 질렀다고 한다.
- 몰로시아 공화국(일본어: モロッシア 모롯시아[*], 성우: 이시카와 카이토)

미국 네바다주 교외에 위치한 마이크로네이션. 매년 10명까지 관광객을 받아들이고 있다. 모히칸 스타일과 리젠트 스타일을 섞은 머리 모양을 하고 있으며 선글라스를 쓰고 있는 남자이다. 정원 가꾸기를 할 정도로 겉으로는 얌전한 모습이지만 정작 손님을 만나면 거친 말과 외모로 돌변한다.
- 와이 공국(일본어: ワイ 와이[*], 성우: 코마츠 미카코)

지방 자치체가 정식으로 인정한 독립 국가(마이크로네이션)의 여자. 오스트레일리아의 여동생과 같은 존재. 이마에 반창고가 붙어 있으며 빨간 스카프를 두르고 있다. 예술에 뛰어난 소녀이며 성격은 자유로운 편. 가끔 커다란 붓을 든 모습으로 등장하기도 한다.
- 헛리버 공국(일본어: ハット・リバー 핫토리바[*], 성우: 나카자와 마사토모)

오스트레일리아 서부에 위치한 마이크로네이션. 오스트레일리아에서 독립을 선언한 남자이며 와이 공국의 선배 격인 사람. 망토를 두르고 넥타이와 어깨띠를 차고 있으며 뺨에 반창고가 붙어 있다. 왕족처럼 생긴 외모를 띠고 있으며 묘하게 화려한 자유인. 오스트레일리아에서는 유명한 편이며 집도 마이크로네이션 중에서 비교적 충실한 편.
- 쿠겔무겔(일본어: クーゲルムーゲル 쿠게루무게루[*], 성우: 이치키 미츠히로)

오스트리아에 위치한 마이크로네이션. 긴 머리를 가진 소년이며 언제나 예술을 추구한다.
- 라도니아(일본어: ラドニア 라도니아[*], 성우: 야마시타 다이키)

스웨덴에서 어느 예술가의 손에 의해서 형성된 마이크로네이션. 스웨덴과 전쟁을 하고 있다고 생각하는 소년이지만 컴퓨터(PC) 안에서 살고 있기 때문에 전원을 끄면 모습이 사라진다. 초등학생처럼 생긴 모습을 하고 있으며 가슴에 황금사과 모양을 한 브로치를 달고 있다. 시랜드 공국과는 라이벌 의식을 갖고 있지만 정작 시랜드 공국은 신경쓰지 않고 있으며 오히려 마음에 드는 상대로 여긴다.
- 니코니코 공화국(일본어: ニコニコ共和国, ニコニコきょうわこく 니코니코 교와코쿠[*], 성우: 스다 유스케)

과거 일본 후쿠시마현에 위치한 다케 온천에 존재했던 마이크로네이션의 남자. 마을을 발전시키기 위해 독립을 선언했지만 현재는 평범한 일본 국민으로 산다. 라듐 온천수에 삶은 달걀인 온센타마고를 좋아한다.